# Softball
A softball játék a baseball egy változata, szabályaiban kevés az eltérés: a különbség annyi, hogy nagyobb labdával játsszák, melyet a dobó alulról dob, illetve pálya mérete is kisebb. A játékot sok helyen koedukált változatban is játsszák. A sport hazájának Amerikát tekintik, csakúgy, mint a baseball esetében, de népszerű Ázsiában és Ausztráliában is.
A softball 1996 és 2008 között szerepelt az nyári olimpiai játékok sportágai között.

## A softball fajtái, szabályai
A softball a baseballhoz hasonló labdajáték, amelyet világszerte sokan űznek versenyszerűen és szabadidős tevékenységként egyaránt. Bár elsősorban női sportként ismert – például az olimpián is a női fastpitch változat szerepelt –, férfiak és gyerekek körében is népszerű. A játék lényege, hogy két csapat váltakozva támad (üt) és védekezik, céljuk pedig az, hogy az ütés után a játékosok végigfussanak a négy bázison, és ezzel pontot szerezzenek.
A softballnak három fő fajtája van: a fastpitch, a slowpitch és a modified fastpitch. A fastpitch (gyorslabdás) változat a legversenyképesebb forma, ahol a dobó nagy sebességgel, alulról hajítja a labdát az ütő felé, akár 100 km/h feletti gyorsasággal is. Ebben a változatban 9 játékos van a pályán csapatonként, és a játékmenet intenzív, technikás. A slowpitch (lassú labdás) ezzel szemben inkább amatőrök és hobbijátékosok körében elterjedt. Itt a labdát magas ívben dobják fel, lassabb tempóban, így könnyebb eltalálni, és a játék általánosan kevésbé fizikailag megterhelő. Ebben a változatban gyakran 10 játékos szerepel egy csapatban, egy extra mezőnyjátékossal. A modified fastpitch a kettő közötti átmenetet jelenti: a dobások gyorsabbak, mint slowpitch esetén, de nem engedélyezett a teljes, körbeért karmozdulat, amit a fastpitch enged.
A játék 7 játékrészből, azaz inningből áll, melyek mindegyike két félből áll: az egyik csapat üt, a másik védekezik, majd cserélnek. Minden félben a védekező csapat célja, hogy három játékost kiejtsen – ez lehet elkapással, bázison való megelőzéssel, vagy három hibás ütési kísérlet (strike) után. Amikor egy ütő sikeresen eltalálja a labdát, megpróbál végigfutni a bázisokon: első, második, harmadik bázis, majd vissza a kezdőpontra, azaz a hazai bázisra (home plate). Ha ez sikerül, pontot szerez a csapata számára.
A játékhoz szükséges felszerelés közé tartozik az ütő (amely lehet alumíniumból vagy fából), a softball-labda (amely nagyobb és puhább, mint a baseball-labda), valamint a kesztyűk, sisakok és a védőfelszerelések – főként a dobók és elkapók esetében. A softball népszerűsége töretlen, hiszen egyszerre igényel csapatmunkát, ügyességet és gyors gondolkodást, ugyanakkor szabályrendszere lehetővé teszi, hogy különböző szinteken is élvezhető maradjon – a hobbisporttól a profi versenyzésig.